# Saint-Isidore (Nouveau-Brunswick)
Pour les articles homonymes, voir Saint-Isidore.
Saint-Isidore est un ancien village du Nouveau-Brunswick, au Canada. Il fait partie de la ville de Hautes-Terres depuis la réforme de la gouvernance locale du 1er janvier 2023. Il est nommé en l'honneur d'Isidore le Laboureur.

## Toponyme

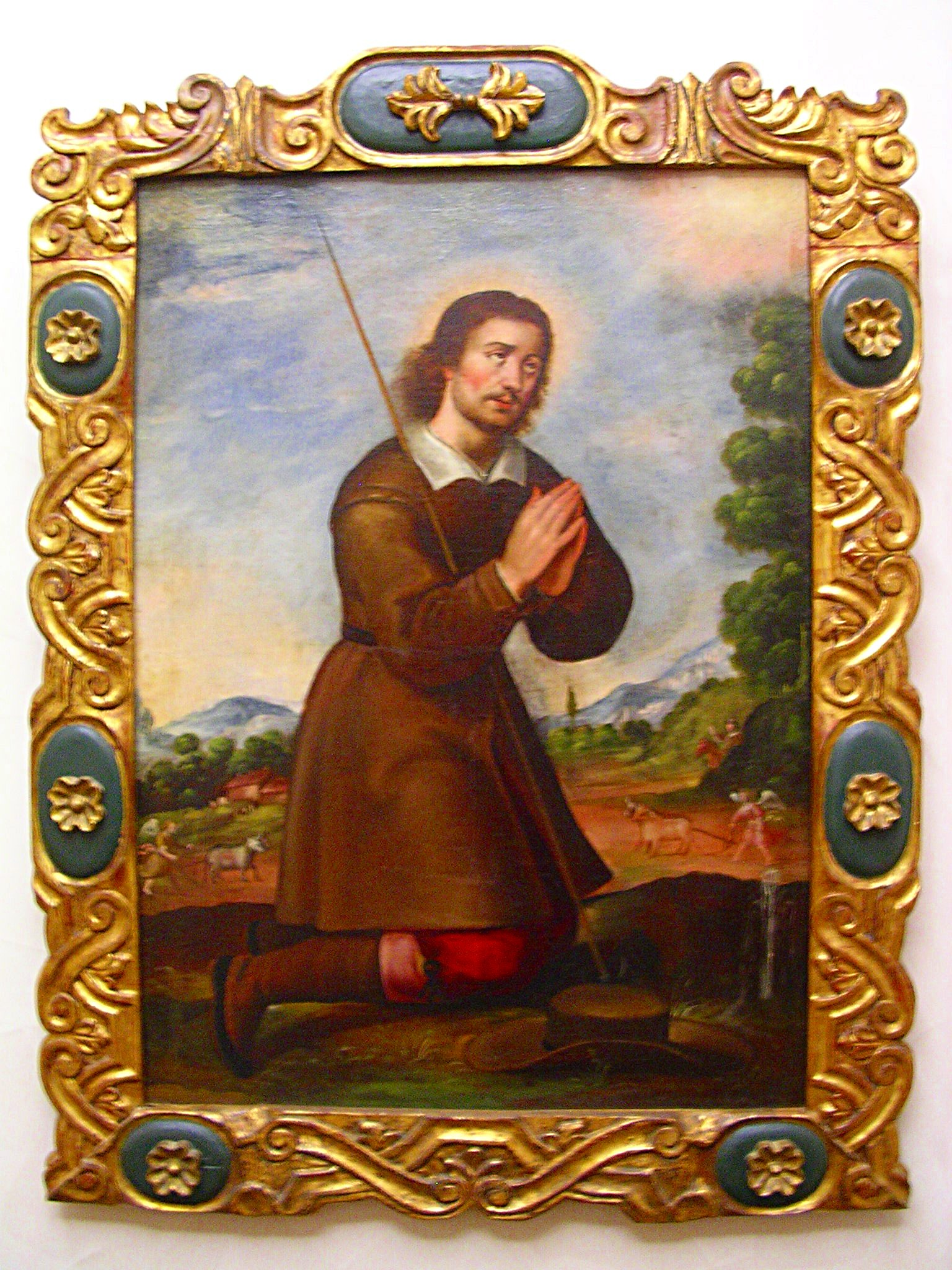
Isidore le Laboureur

Saint-Isidore est nommé ainsi en l'honneur d'Isidore le Laboureur, le saint patron des agriculteurs, puisque les premiers colons ont eu de la difficulté à s'établir sur le site.

## Géographie

### Situation
Saint-Isidore est situé à environ 45 kilomètres à vol d'oiseau au sud-est de Bathurst et à dix kilomètres au nord-ouest de Tracadie-Sheila, dans la péninsule acadienne. Le village a une superficie de 22,58 km2.
Saint-Isidore est bâti sur un plaine s'élevant à plus de 60 mètres d'altitude. Il y a quelques collines à l'extrémité ouest et est du village. La plaine se termine en pente douce au sud-est jusqu'à la rivière du Petit-Tracadie. Deux ruisseaux importants prennent leur source au village. Le ruisseau Sewell est un affluent de la rivière Pokemouche qui coule en direction nord tandis que le ruisseau Seal est un affluent de la rivière du Petit-Tracadie coulant en direction est. Le village est situé dans une étroite prairie en partie cultivée tandis qu'une grande forêt située au nord-ouest s'étend jusqu'à Bathurst. Des bois plus petits se trouvent au nord et au sud.
Saint-Isidore possède un territoire rectangulaire orienté ouest-est, limitrophe de la Paroisse de Saint-Isidore sur tous les côtés sauf de Pont-Landry à l'est et de Gauvreau–Petit-Tracadie au sud-est.
Saint-Isidore est généralement considérée comme faisant partie de l'Acadie.

### Logement
Le village comptait 349 logements privés en 2006, dont 315 occupés par des résidents habituels. Parmi ces logements, 81,0 % sont individuels, 0,0 % sont jumelés, 0,0 % sont en rangée, 3,2 % sont des appartements ou duplex et 9,5 % sont des immeubles de moins de cinq étages. Enfin, 6,3 % des logements entrent dans la catégorie autres, tels que les maisons-mobiles. 85,7 % des logements sont possédés alors que 14,3 % sont loués. 65,1 % ont été construits avant 1986 et 9,5 % ont besoin de réparations majeures. Les logements comptent en moyenne 6,3 pièces et 0,0 % des logements comptent plus d'une personne habitant par pièce. Les logements possédés ont une valeur moyenne de 76 707 $, comparativement à 119 549 $ pour la province.

## Histoire
Le 17 août 1693, le Conseil souverain donne la concession de Pokemouche à Philippe Hesnault, de Nipisiguit, lui ajoutant trois lieues de largeur de chaque côté de la vallée, pour un total de huit lieues par quatre, un territoire qui inclut une partie de Saint-Isidore. Michel Degrez, qui possédait auparavant la seigneurie, devait 200 livres à Hesnault, ce qui explique probablement cette décision. Hesnault ne s'établit pas sur les lieux et d'autres marchands en profitent pour chasser sur ses terres. Il porte plainte au Conseil et obtient gain de cause le 30 août 1705 contre le directeur général de la Compagnie de Mont-Louis, Jean de Clarmont. On ne sait pas avec précision ce qui est arrivé au fief de Pokemouche après la mort d'Hesnault.
Le village est arpenté en 1867, en vertu de la Loi sur les concessions gratuites. La localité est fondée par le père Gagnon et des familles acadiennes en 1876. À cette époque, de nombreux Acadiens émigrent vers les États-Unis, alors que les terres deviennent de plus en plus rares dans les villages anciens. Le clergé favorise donc la fondation de nouveaux villages, en souhaitant aussi réduire la dépendance des pêcheurs envers les marchands anglo-protestants.
La Caisse populaire de Saint-Isidore est fondée en 1938.
L'école La Relève est fondée en 1963. La municipalité n'est constituée que le 1er juin 1991. Le premier conseil municipal est élu lors de l'élection partielle du 24 juin 1991; le premier maire est Norbert J. Sivret, qui était auparavant le directeur de l'école du village. L'école La Relève est reconstruite en 1994.
La caisse populaire fusionne avec celle de Pont-Landry en 2000 pour former la Caisse populaire le Lien d'or. Saint-Isidore est l'une des localités organisatrices du IVe Congrès mondial acadien, en 2009. Le centre de santé est inauguré le 2 mars 2010.

## Démographie
Il y avait 877 habitants en 2001, comparé à 912 en 1996, soit une baisse de 3,8 %. Le village doit faire face à l'exode rural des jeunes, principalement vers le sud de la province du Nouveau-Brunswick, l'Ontario, le Québec et l'Ouest canadien.  Le village à une superficie de 22,58 kilomètres carrés. Après une diminution dans les années 2010, la population est en hausse avec 810 habitants en 2021.
| 1981  | 1986  | 1991 | 1996 | 2001 | 2006 | 2011 |
| ----- | ----- | ---- | ---- | ---- | ---- | ---- |
| 2 546 | 2 766 | 918  | 912  | 877  | 796  | 748  |

| 2016 | 2021 | - | - | - | - | - |
| ---- | ---- | - | - | - | - | - |
| 764  | 810  | - | - | - | - | - |

## Administration
(juillet 2016).

### Conseil municipal
Le conseil municipal est formé d'un maire et de 4 conseillers. Le conseil municipal actuel est élu lors de l'élection quadriennale du 14 mai 2012.
Le conseil municipal et l'administration du village sont localisés dans l'immeuble multi-fonctionnel situé en face de l'église.  Cet immeuble abrite aussi les services d'incendies et a longtemps été le site du centre d'accès à Internet local.
| Mandat      | Fonctions   | Nom(s)                                                              |
| ----------- | ----------- | ------------------------------------------------------------------- |
| 2012 - 2016 | Maire       | Oscar Roussel                                                       |
| 2012 - 2016 | Conseillers | Raymond Arsenault, Serge Arsenault, René Doiron, Suzanne Thériault. |

| Période                                  | Période  | Identité          | Étiquette | Qualité           |
| ---------------------------------------- | -------- | ----------------- | --------- | ----------------- |
| 2012                                     | en cours | Oscar Roussel     |           |                   |
| 2004                                     | 2012     | Cécile Renaud     |           |                   |
| 2001                                     | 2004     | Norbert J. Sivret |           | Directeur d'école |
| 1998                                     | 2001     | Cécile Renaud     |           |                   |
| 1991                                     | 1998     | Norbert J. Sivret |           | Directeur d'école |
| Les données manquantes sont à compléter. |          |                   |           |                   |

### Commission de services régionaux
Saint-Isidore fait partie de la Région 4, une commission de services régionaux (CSR) devant commencer officiellement ses activités le 1er janvier 2013. Saint-Isidore est représenté au conseil par son maire. Les services obligatoirement offerts par les CSR sont l'aménagement régional, la gestion des déchets solides, la planification des mesures d'urgence ainsi que la collaboration en matière de services de police, la planification et le partage des coûts des infrastructures régionales de sport, de loisirs et de culture; d'autres services pourraient s'ajouter à cette liste.

### Représentation
Saint-Isidore est membre de l'Association francophone des municipalités du Nouveau-Brunswick.
 Nouveau-Brunswick: Saint-Isidore fait partie de la circonscription de Centre-Péninsule—Saint-Sauveur, qui est représentée à l'Assemblée législative du Nouveau-Brunswick par Denis Landry, du Parti libéral. Il fut élu en 2003 puis réélu en 2008 et en 2010.
 Canada: Saint-Isidore fait partie de la circonscription d'Acadie-Bathurst. Cette circonscription est représentée à la Chambre des communes du Canada par Yvon Godin, du NPD. Il fut élu lors de l'élection de 1997 contre le député sortant Doug Young, en raison du mécontentement provoqué par une réforme du régime d’assurance-emploi.

## Économie
L'économie de la Péninsule acadienne est basée sur les ressources naturelles ainsi que les services et la fabrication. L'économie du village, autrefois dominée par l'agriculture, est aujourd'hui basée sur l'exploitation forestière et la construction. En fait, le développement au village est avant tout résidentiel et l'une des principales opportunités économiques sont les emplois dans la fonction publique à Caraquet et Tracadie-Sheila. La population active est d'ailleurs très mobile et 20 % des hommes de la Péninsule travaillent à l'extérieur .
Le village de Saint-Isidore est le centre de service pour toute la paroisse de Saint-Isidore. Le siège-social de la Caisse populaire le lien d'or, membre des Caisses populaires acadiennes, est situé au village. La caisse possède deux succursales, a un actif de 24 millions $ en 2002 et compte plus de 3 700 membres. Saint-Isidore Asphalte est un producteur d'asphalte et de gravier employant 210 personnes.
Entreprise Péninsule, un organisme basé à Tracadie-Sheila faisant partie du réseau Entreprise, a la responsabilité du développement économique de la région.

## Vivre à Saint-Isidore

### Éducation
L'école La Relève accueille les élèves de la maternelle à la 8e année; elle compte environ 170 élèves. C'est une école publique francophone faisant partie du sous-district 7 du district scolaire Francophone Nord-Est. Les étudiants de la 9e à la 12e année doivent se rendre à Tracadie. Le village est desservi par un bibliobus. La ville de Shippagan compte le CCNB-Péninsule acadienne et un campus de l'Université de Moncton.
Les anglophones bénéficient d'une école à Brantville accueillant les élèves de la maternelle à la huitième année. Ils doivent ensuite poursuivre leurs études à Miramichi. Les établissements d'enseignement supérieurs anglophones les plus proches sont à Fredericton ou Miramichi.

### Autres services publics
Le chef de pompiers est Harold Power. Le service dispose d'une caserne, d'un camion, d'une vanne de secours et d'un camion-citerne. Il y a 21 pompiers volontaires. Le village offre, lorsque nécessaire, le service de pompiers aux districts de services locaux environnants. Le détachement de la Gendarmerie royale du Canada le plus proche est situé à Tracadie-Sheila. Le poste d'Ambulance Nouveau-Brunswick et l'hôpital les plus proches sont aussi à Tracadie-Sheila.
Saint-Isidore compte plusieurs installations récréatives, dont bénéficie également la paroisse de Saint-Isidore, mais la population utilise aussi les installations de Tracadie-Sheila.
Il y a un bureau de poste. Saint-Isidore compte divers clubs et organismes, dont les Chevaliers de Colomb, un club 4-H, le club d'âge d'Or et l'Institut féminin.
Les francophones bénéficient du quotidien L'Acadie nouvelle, publié à Caraquet, ainsi que de l'hebdomadaire L'Étoile, de Dieppe. Les anglophones bénéficient quant à eux du quotidien Telegraph-Journal, publié à Saint-Jean.
Existant depuis le 20 juillet 1995, la Commission de gestion des déchets solides de la Péninsule acadienne (COGEDES) a son siège-social à Caraquet et la municipalité y a un représentant. Les déchets sont transférés au centre de transbordement de Tracadie-Sheila et les matières non-recyclables sont ensuite enfouies à Allardville.
La prière n'est plus récitée au conseil municipal.

## Culture
Le village organise annuellement un Rodéo Western et une importante exposition agricole. Le village est ponctué de fermes, petits commerces, maisons unifamiliales et érablières. La quasi-totalité de la population est acadienne, de langue maternelle française et de religion catholique.

### Personnalités
- Gérard Haché, homme politique né en 1925 à Saint-Isidore;
- Louis Haché, écrivain né en 1924 à Saint-Isidore;
- Michèle Losier, chanteuse d'opéra

### Architecture et patrimoine
L'église de Saint-Isidore est un site historique provincial. Les murs extérieurs sont faits de blocs de grès brun taillés, tandis que les coins des murs sont faits de pierres sciées. C'est un édifice comprenant un amalgame d'influences romanes, gothiques et néoclassiques.
Le Musée de Saint-Isidore occupe un ancien magasin général. Il rassemble des objets antiques originaires de la région et démontre le style de vie de la fin du XIXe siècle et du début du XXe siècle.

### Langues
Selon la Loi sur les langues officielles, Saint-Isidore est officiellement francophone puisque moins de 20 % de la population parle l'anglais.

### Sport et parcs
Le parc des Sources est un sentier d'interprétation de la nature. Le village bénéficie aussi d'un parc de balle-molle, d'une pataugeuse, d'un terrain de jeu pour enfants et d'un court de tennis.
La course de 10 kilomètres nommée en l'honneur de Rhéal Haché a lieu durant le Rodéo. Le hockey sur glace est l'un des sports les plus populaires et un tournoi annuel est organisé.
Saint-Isidore était candidate, en coalition avec Bertrand et Paquetville, pour l'obtention de la 31e finale des Jeux de l'Acadie. Les jeux ont finalement été accordés à Saint-Jean.